# Hungaiidae
A Hungaiidae a háromkaréjú ősrákok (Trilobita) osztályának az Asaphida rendjéhez, ezen belül a Remopleuridioidea öregcsaládjához tartozó család.

## Rendszerezés
A családba az alábbi nemek tartoznak:
- Asaphopsoides
- Ciliocephalus
- Dactylocephalus
- Dikella
- Dikelocephalopsis
- Dikelokephalina
- Dikelus
- Hungaia
- Hungioides
- Leimitzia
- Meitanopsis
- Songtaoia
- Warendia
- Xiushanopsis